# Juan Bort Olmos
Juan Bort Olmos (València, 1876 - 1936) fou un advocat i polític valencià, alcalde de València i diputat a les Corts Espanyoles durant la Segona República Espanyola.
Llicenciat en dret. Militant i dirigent del Partit d'Unió Republicana Autonomista, fou alcalde de València el 1919-1920 i elegit diputat per la província de València a les eleccions generals espanyoles de 1931. Posteriorment fou president de la comissió gestora de la Diputació de València de febrer de 1934 a febrer de 1936.